# كيرون فوربس
كيرون فوربس (بالإنجليزية: Kieron Forbes)‏ هو لاعب كرة قدم بريطاني في مركز الوسط، ولد في 17 أغسطس 1990 في ويمبلي في المملكة المتحدة. شارك مع منتخب إنجلترا لكرة القدم C ‏. أما مع النوادي، فقد لعب مع فوريست غرين ونادي ألدرشوت تاون ونادي واتفورد وويلدستون.

## وصلات خارجية
- كيرون فوربس على موقع قاعدة بيانات كرة القدم.إي يو (الإنجليزية)
- كيرون فوربس على موقع Soccerbase.com (لاعب) (الإنجليزية)
- كيرون فوربس على موقع Soccerway.com (الإنجليزية)